# Кривотульська Євгенія Євгенівна
Євгенія Євгенівна Кривотульська (нар. 13 березня 1954, місто Чернівці Чернівецької області) — українська радянська діячка, складальниця шпону Чернівецької меблевої фабрики імені 50-річчя СРСР. Депутат Верховної Ради УРСР 10—11-го скликань.

## Біографія
Освіта середня. Член ВЛКСМ.
У 1971—1974 роках — робітниця Садгірського філіалу Чернівецького швейного об'єднання «Трембіта» Чернівецької області.
З 1974 року — складальниця шпону Чернівецької меблевої фабрики імені 50-річчя СРСР.
Потім — на пенсії в місті Чернівцях.

## Нагороди
- ордени
- медалі